# David Brewer

Wappen des Sir David Brewer

Sir David William Brewer, KG, CMG, CVO (* 28. Mai 1940; † 28. Mai 2023) war ein britischer Versicherungsmakler sowie Lord Mayor of London und Lord Lieutenant von Greater London.
Er besuchte die St Paul’s School in London und studierte an der Universität Grenoble in Frankreich. Ab 1959 machte er Karriere bei einem großen Unternehmen für Seeversicherungen und war zeitweise in Japan, China und Indien eingesetzt. In den Jahren 2005 und 2006 war er Lord Mayor der City of London und von 2008 bis 2015 Lord Lieutenant von Greater London. Zudem war er Aufsichtsratsmitglied beim Inter-Dealer-Broker Tullett Prebon (ab 2006), bei der National Bank of Kuwait (ab 2007) und bei der Terminbörse LIFFE (ab 2009).
Am 28. Februar 2007 wurde er als Knight Bachelor geadelt und erhielt im gleichen Jahr den japanischen Orden der Aufgehenden Sonne (3. Klasse). 1999 wurde er als Companion des Order of St Michael and St George, 2006 als Justizritter (Knight of Justice) des Order of St John und 2015 als Commander des Royal Victorian Order ausgezeichnet. Am 23. April 2016 wurde er als Knight Companion in den Hosenbandorden aufgenommen.
Brewer heiratete er Tessa Jordá und hatte zwei Töchter.